# آرتاک مانوکیان
آرتاک چوباری مانوکیان (ارمنی: Արտակ Չուբարի Մանուկյան؛ زادهٔ ۱۵ فوریهٔ ۱۹۷۸) یک اقتصاددان و سیاستمدار اهل ارمنستان است که از تاریخ ۲۰۱۹ تا تاریخ ۲۰۲۱ سمت نمایندگی دوره هفتم مجلس ملی جمهوری ارمنستان را برعهده داشت.

## زندگی‌نامه
وی در ۱۵ فوریهٔ ۱۹۷۸ در ایروان به دنیا آمد و از دانشگاه دولتی علم اقتصاد ارمنستان فارغ‌التحصیل شد. 